# Safe and Sound
Safe and Sound – singel promujący pierwszy album studyjny Capital Cities. Utwór został wydany w lutym 2011 roku w Stanach Zjednoczonych, a 5 kwietnia 2013 w Niemczech. Utwór został wykorzystany w reklamie sieci komórkowej Vodafone w Niemczech i zyskał ogromną popularność w tym kraju docierając do 1 miejsca najpopularniejszych singli. „Safe and Sound” znajdzie się na wydanym 4 czerwca 2013 debiutanckim albumie grupy In a Tidal Wave of Mystery.

## Lista utworów
Singiel (pobieranie)
1. „Safe and Sound” – 3:12

EP remiksy (pobieranie)
1. „Safe and Sound” (RAC Mix) – 4:12
2. „Safe and Sound” (Cash Cash Remix) – 5:26
3. „Safe and Sound” (Alexis Troy Remix) – 2:52
4. „Safe and Sound” (Gainsford Remix) – 5:30
5. „Safe and Sound” (DJ Politik Remix) – 5:22
6. „Safe and Sound” (Tommie Sunshine & Live City Remix) – 5:53
7. „Safe and Sound” (Markus Schulz vs. Grube & Hovsepian Remix) – 7:48

## Notowania
| Lista (2013)                                   | Najwyższa pozycja |
| ---------------------------------------------- | ----------------- |
| Australia (ARIA Charts)                        | 16                |
| Austria (Ö3 Austria Top 40)                    | 2                 |
| Belgia (Ultratop 50 Flandria)                  | 28                |
| Belgia (Ultratop 50 Singles (Walonia) Walonia) | 26                |
| Czechy (IFPI)                                  | 6                 |
| Dania (Tracklisten)                            | 18                |
| Francja (SNEP)                                 | 15                |
| Hiszpania (Productores de Música de España)    | 15                |
| Holandia (MegaCharts)                          | 29                |
| Irlandia (Irish Singles Chart)                 | 13                |
| Izrael (Media Forest)                          | 2                 |
| Kanada (Canadian Hot 100)                      | 5                 |
| Luksemburg (Billboard)                         | 2                 |
| Meksyk (Billboard)                             | 1                 |
| Niemcy (Media Control Charts)                  | 1                 |
| Polska (Polish Airplay Chart)                  | 3                 |
| Portugalia (Billboard)                         | 10                |
| Słowacja (IFPI)                                | 14                |
| Szwecja (Sverigetopplistan)                    | 28                |
| Szwajcaria (Schweizer Hitparade)               | 8                 |
| Wenezuela (Record Report)                      | 1                 |
| Węgry (Magyar Hanglemezkiadók Szövetsége)      | 33                |
| Wielka Brytania (UK Singles Chart)             | 42                |
| Włochy (FIMI)                                  | 4                 |
| US Billboard Hot 100                           | 8                 |
| US Alternative Songs (Billboard)               | 1                 |
| US Top Heatseekers (Billboard)                 | 7                 |
| US Rock Songs (Billboard)                      | 2                 |

## Historia wydania
| Kraj              | Data            | Format           | Wytwórnia                   |
| ----------------- | --------------- | ---------------- | --------------------------- |
| Stany Zjednoczone | luty 2011       | Digital download | Lazy Hooks                  |
| Niemcy            | 5 kwietnia 2013 | Digital download | Lazy Hooks, Capitol Records |